# 张少虹
张少虹（1920年—2000年），男，山东掖县人，中华人民共和国军事人物，中国人民解放军少将，曾任中国人民解放军政治学院政治部主任。